# كرايغ بلاكمان
كرايغ بلاكمان هو عداء سريع كندي، ولد في 25 مارس 1951 في تورونتو في كندا.

## وصلات خارجية
- كرايغ بلاكمان على موقع أوليمبيديا (الإنجليزية)